# Ateuchus pauki
Ateuchus pauki là một loài bọ cánh cứng trong họ Bọ hung (Scarabaeidae).